# Бањска (Вучитрн)
Бањска (алб. Banjskë) је насеље у општини Вучитрн, Косово и Метохија, Република Србија. Село је на подножју Копаоника, на Варничком Потоку, 4 км северно од Вучитрна. Село је разбијеног типа. Дели се на Горњу, Средњу и Доњу махалу. Куће у махалама су прилично збијене. Удаљења између махала су око 100 метара. Срби су живели у Доњој махали, у којој је било нешто Албанаца. Према попису становништва из 2011. године, село је имало 891 становника. Према извештавању РТС-а 2017. године у селу је било само 11 српских кућа од некадашњих 40.

## Географија
Село је на подножју Копаоника, на Варничком Потоку, 4 км северно од Вучитрна. Село је разбијеног типа. Село је по положају валовито. Оранице смоничаве и са растреситом земљом, успевају све житарице, поврће и воће, повезано је са системом за навоњавање.

## Историја
Село се помиње у повељи цара Душана 1346. У Поменику манастира Девича помињу се 1765. и 1789. Срби дародавци из овог села. Село има једну стару цркву, добро очувану, посвећену св. Николи, коју су Албанци палили за време окупације у Другом светском рату, и једну у рушевинама. У селу има и два стариначка рода, један у православљу и један у исламу. Цело је село било чифлик. Првобитно су му господари били Срби Ћамиловићи из Вучитрна, па после продајом прешло у својину потурчењака Бадивуковића из истог града. У засеоку Селиште постоји још темељ од храма св. Стефана
Српски родови:
- Данчетовићи  15 кућа Св Јован Крститељ старинци.
- Ракићи (6 кућа, Св. Јован Крститељ), старинци.
- Клепачићи (3 кућа, св. Лука). Пресељени из Самодреже око 1865.
- Пантићи или Ковачани (2 кућа, Св. Врачи). Пресељени из истоименог рода у Шљивовици око 1905.

Поисламљени и албанизовани српски род је Клопан (4 кућа.). Ушао је у Берише, фис својих суседа Феризовића.
Албански родови:
- Керол (6 кућа.), од фиса (племена) Друштина. Старином је из Малесије, а у Бањску досељен из Шупковца (К. Митровица) почетком 19. века. Појасеви су му у 1934. од досељења били: Суља, Весељ, Ајриз (95 години).
- Феризовић (алб. Ferizi) (2 кућа.), од фиса (племена) Бериша. Досељени из Малесије после Керола.
- Кећол (2 кућа.), од фиса (племена) Бериша. Досељен око 1830. из Малесије. Појасеви у 1934. од досељења: Мурсељ, Мехмет, Ахмет, Ајет (50 година).
- Таировић (алб. Tairi) (2 кућа.), од фиса (племена) Бериша. Досељен из Стога у пећкој нахији после Кећола. Даља му је старина у Малесији.
- Смакол (3 кућа.), од фиса (племена) Шаље. Досељен из Шаље у Малесији, из братства Гима, после Таировића.

## Учесници ослободилачких ратова 1912-1918
- Данчетовић Пана, Топлички устанак
- Данчетовић Цветко, погинуо у Топличком устанку
- Милетић Петар, у Топличком устанку [в]

## Учесници другог светског рата (1941-1947)
- Данчетовић Александар
- Данчетовић Бранко
- Данчетовић Витко
- Данчетовић Дојчин
- Данчетовић Рајко
- Данчетовић Сава
- Крсмановић Миладин
- Милетић Божо
- Милетић Бранко
- Милетић Драгутин
- Милетић Милутин
- Милетић Радован
- Милосављевић Драгољуб
- Милосављевић Хранислав
- Ракић Стојан
- Ракић Спасоје[4]

## Жртве другог светског рата
- Данчетовић Пана, у селу 1943.
- Милосављевић Сарафин, у истом дану од балиста[4]

## Одсељени 1941-93
- Данчетовић Александар 1960, са 5 чл., Вучитрн
- Данчетовић Томче 1960, са 4 чл., Вучитрн
- Јоцић Љубисав 1988, сам, Бањска, Звечан
- Крсмановић Славиша 1982, сам, Швајцарска
- Милић Живојин 1974, са 4 чл., Крагујевац
- Милић Здравко 1966, са 4 чл., Вучитрн
- Милић Раденко 1954, са 5 чл., Липљан
- Милетић Божо 1958, са 4 чл., Вучитрн
- Милетић Бранко 1955, са 4 чл., Обилић
- Милетић Мирослав 1990, са 5 чл., Костолац
- Ракић Вукашин 1966, са 4 чл., Крагујевац
- Ракић Драган 1982, сам, Швајцарска
- Ракић Синиша 1984, са 3 чл., Швајцарска
- Ракић Стојан 1990, са 7 чл., Врњачка Бања

До почетка рата на Косову 1999. године у селу је живело 27 домаћинстава са 141 члана.

## Демографија
| Година       | 1948 | 1953 | 1961 | 1971 | 1981 | 1991 | 2011 |
| ------------ | ---- | ---- | ---- | ---- | ---- | ---- | ---- |
| Становништво | 456  | 433  | 506  | 606  | 740  | 822  | 891  |

|  |

## Становништво
| Етнички састав према попису из 1961.‍ | Етнички састав према попису из 1961.‍ | Етнички састав према попису из 1961.‍ | Етнички састав према попису из 1961.‍ | Етнички састав према попису из 1961.‍ |
| ------------------------------------ | ------------------------------------ | ------------------------------------ | ------------------------------------ | ------------------------------------ |
|                                      |                                      |                                      |                                      |                                      |
| Албанци                              | Албанци                              |                                      | 316                                  | 62,4%                                |
| Срби                                 | Срби                                 |                                      | 190                                  | 37,5%                                |
| Укупно: 506                          |                                      |                                      |                                      |                                      |

| Етнички састав према попису из 1971.‍ | Етнички састав према попису из 1971.‍ | Етнички састав према попису из 1971.‍ | Етнички састав према попису из 1971.‍ | Етнички састав према попису из 1971.‍ |
| ------------------------------------ | ------------------------------------ | ------------------------------------ | ------------------------------------ | ------------------------------------ |
|                                      |                                      |                                      |                                      |                                      |
| Албанци                              | Албанци                              |                                      | 403                                  | 66,5%                                |
| Срби                                 | Срби                                 |                                      | 200                                  | 33%                                  |
| Укупно: 606                          |                                      |                                      |                                      |                                      |

| Етнички састав према попису из 1981.‍ | Етнички састав према попису из 1981.‍ | Етнички састав према попису из 1981.‍ | Етнички састав према попису из 1981.‍ | Етнички састав према попису из 1981.‍ |
| ------------------------------------ | ------------------------------------ | ------------------------------------ | ------------------------------------ | ------------------------------------ |
|                                      |                                      |                                      |                                      |                                      |
| Албанци                              | Албанци                              |                                      | 565                                  | 76,3%                                |
| Срби                                 | Срби                                 |                                      | 173                                  | 23,3%                                |
| Укупно: 740                          |                                      |                                      |                                      |                                      |

| Етнички састав према попису из 2011.‍ | Етнички састав према попису из 2011.‍ | Етнички састав према попису из 2011.‍ | Етнички састав према попису из 2011.‍ | Етнички састав према попису из 2011.‍ |
| ------------------------------------ | ------------------------------------ | ------------------------------------ | ------------------------------------ | ------------------------------------ |
|                                      |                                      |                                      |                                      |                                      |
| Албанци                              | Албанци                              |                                      | 877                                  | 98,4%                                |
| Срби                                 | Срби                                 |                                      | 4                                    | 0,45%                                |
| Укупно: 891                          |                                      |                                      |                                      |                                      |